# Tanit Belbin
Tanit Belbin (engl. Tanith Belbin; rođena 11. јулa 1984, u Kvebeku, a odrasla u gradu Kingston, Ontario) je kanadska klizačica u umetničkom klizanju koja nastupa za Sjedinjene Američke Države. Ona poseduje duplo državljanstvo.
Njen partner u konkurenciji plesnih parova je Bendžamin Agosto. 
Uprkos činjenici da su osvojili medalju na Svetskom prvenstvu 2005 godine za SAD, Belbin i Agosto su prvobitno bili nepodesni za takmičenje na Zimskim Olimpijskim igrama 2006 zbog toga što Belbin još uvek nije imala američko državljanstvo.
Uprkos tome, zahvaljujući specialnom aktu u zakonu koji je Kongres doneo 28. decembra 2005, donet od strane Džordž Buša, i koji je potpisan uoči nove 2005. godine Belbin postaje punopravni građanin SAD-a, što je čini podesnim da se takmiči za nju na Zimskim Olimpijskim igrama 2006.
U januaru 2006. par je osvojio treću nacionalnu titulu i tako se kvalifikovao za Olimpijadu.
Na XX Zimskoj Olimpijadi u Torinu 2006. godine, osvojili su srebrnu medalju u konkurenciji plesnih parova, što je najveći rezultat ikada zabeležan za ameriku u olimpijskom takmičenju u kategoriji plesa, a ujedno su postali i prvi amerikanci u konkurenciji plesa koji su uspeli da osvoje olimpijsku medalju u proteklih 30 godina takmičenja. 
Tanit trenutno ima dugu i ozbiljnu vezu sa kanadskim klizačem Fedorom Andrejevim, koji je i bivši model za kompaniju: “Abercrombie & Fitch”, kao i sin njenog koreografa i trenera Marine Zoueve.

## Takmičarski rezultati
(svi sa partnerom Agosto)
2000
- U.S. Šampionat, Juniorski - 1
- Svetsko Juniorsko prvenstvo - 3

2001
- U.S. Šampionat - 2
- Svetsko Juniorsko prvenstvo - 2
- Svetsko prvenstvo - 17
- Goodwill Games - 5

2002
- U.S. Šampionat - 2
- Šampionat četiri kontinenta - 2
- Svetsko Juniorsko prvenstvo - 1
- Svetsko prvenstvo - 13

2003
- U.S. Šampionat - 2
- Šampionat četiri kontinenta - 2
- Svetsko prvenstvo - 7
- Grand Pri - 3

2004
- U.S. Šampionat - 1
- Šampionat četiri kontinenta - 1
- Svetsko prvenstvo - 5
- Grand Pri - 2

2005
- U.S. Šampionat - 1
- Šampionat četiri kontinenta - 1
- Svetsko prvenstvo - 2

2006
- U.S. Šampionat - 1
- Šampionat četiri kontinenta - 1
- XX Olimpijada - 2
- Svetsko prvenstvo - 3

2007
- U.S. Šampionat - 1
- Šampionat četiri kontinenta - 1
- Svetsko prvenstvo - 3

## Spoljašnje veze
- Zvanična strana
- Stranica obožavalaca
- Zvanična biografska strana S.A.D. Olimpijskog tima
- USFSA Biografija
- ISU Biografija
- Care to Ice Dance? - Belbin & Agosto
- Belbin-Agosto.net